# Xanthidium fasciculatum
Xanthidium fasciculatum là một loài Song tinh tảo trong họ Desmidiaceae, thuộc chi Xanthidium.